# Königheim
Königheim – gmina w Niemczech, w kraju związkowym Badenia-Wirtembergia, w rejencji Stuttgart, w regionie Heilbronn-Franken, w powiecie Main-Tauber-Kreis, wchodzi w skład wspólnoty administracyjnej Tauberbischofsheim. Leży ok. 7 km na zachód od Tauberbischofsheim, przy drodze krajowej B27.

## Współpraca
Miejscowość partnerska:
- Scheifling, Austria